# Colliers Wood
Colliers Wood est une area du borough de Merton, dans le sud du Grand Londres.
Il est desservi par une station de la Northern Line située entre Tooting Broadway et South Wimbledon.
Colliers Wood doit son nom à un bois disparu depuis la fin du XIXe siècle.